# Битва біля Лугдуна
Битва біля Лугдуна — бій 19 лютого 197 року між Клодієм Альбіном і військами римського імператора Септимія Севера, на пагорбі Кондат (нині квартал сучасного міста Ліон — Круа-Русс) поблизу тодішньої столиці Галлії міста Лугдун. Одна з найбільших битв кінця II століття.

## Битва
В ході боротьби за владу над Римською імперією зустрілися два колишніх союзники. Армії чинного імператора Септимія Севера та його колишнього союзника (і співправителя Клодія Альбіна) були приблизно рівні за кількістю воїнів і становили загалом від 110 до 150 тисяч воїнів. Основу військ Севера становили дунайські легіони, а війська Клодія Альбіна складалися з британських, галльських та іспанських загонів.

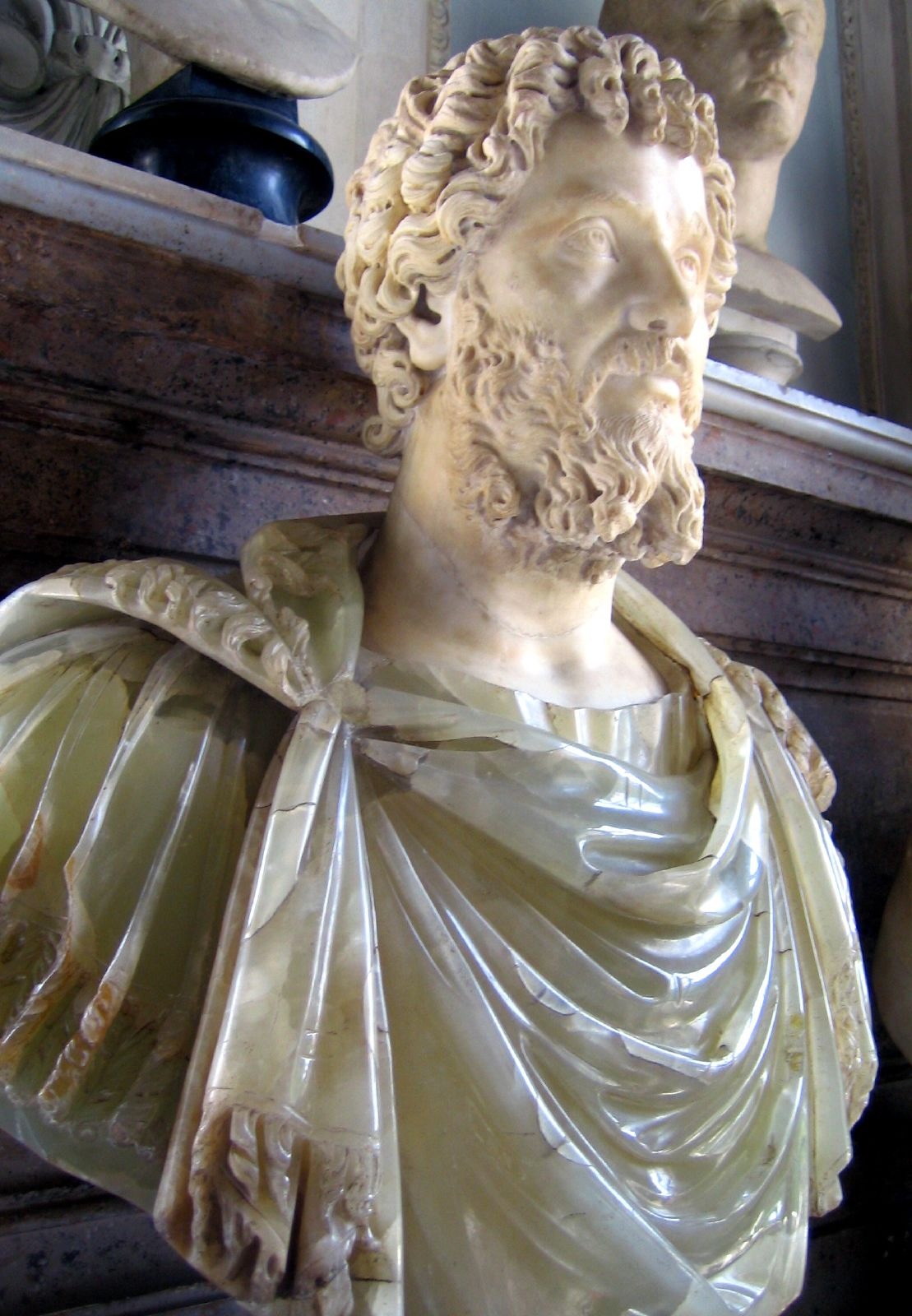
Переможець битви Септимій Север

На початку баталії, на правому крилі, воїни Севера здобули перемогу, пересилили військо супротивника і, переслідуючи відступаючі легіони, увірвалися до їх табору.
На лівому ж флангу ситуація складалася на користь Альбіна. Велика кількість солдатів Септимія потрапили до пастки, яку заздалегідь влаштували на полі бою солдати Альбіна. Бойовий порядок військ Севера знітився і, опинившись під шквальним вогнем легкої піхоти противника, вони звернулися в безладну втечу. На допомогу лівому флангу Север кинув преторіанську гвардію, але вона була зім'ята та витіснена в довколишній яр.
Самого Септимія Севера скинув кінь, він зірвав з себе багряницю і сховався серед своїх убитих воїнів. Завдяки цьому, військо Альбіна, захоплене переслідуванням дунайських легіонів, не помітило схованого серед убитих Севера. Бій поступово переріс у побиття. Але Юлій Лет, один з вірних полководців імператора Севера, ударом важкої кінноти у фланг і тил військам Альбіна переломив хід бою. Військо заколотників було вщент розбите.
Клодій Альбін втік до Лугдуни, де, і знайшов свою смерть. Згідно з різними джерелами, він або наклав на себе руки, або був убитий найманим вбивцею.
Галльське місто Лугдун, що надало підтримку Альбіну, було розграбоване і спалене практично дотла. Це дозволило імператору поповнити скарбницю.